# Oxyomus ishidai
Oxyomus ishidai är en skalbaggsart som beskrevs av Takeshiko Nakane 1977. Oxyomus ishidai ingår i släktet Oxyomus och familjen Aphodiidae. Inga underarter finns listade i Catalogue of Life.